# Andraš Strapak
Andraš Strapak (ur. 11 stycznia 1975 roku w Suboticy) – serbski piłkarz grający na pozycji pomocnika.